# کمزار
روستای کُمزار از روستاهای شبه‌جزیره و استان مسندم عمان است.
این روستا در فاصلهٔ ۳۶ کیلومتری شمال شهر خصب واقع می‌باشد،
یاقوت حموی در شرح این روستا چنین می‌نویسد: کُمزار با ضمّ وسکون، روستایی در کرانهٔ دریای عمان در وسط دره‌ای مابین دوکوه واقع شده‌است ودرآن چشمه‌های آب شیرین وگوارا جاری است. این روستا در پایهٔ منطقهٔ (رؤوس الجبال) واقع شده‌است، مسیر راهش باقایق تا شهر خصب ۴۵ دقیقه‌است. از مشاهیر روستای کمزار وأعلام بارز آن می‌توان از الشیخ محمد بن صالح المنتفقی نام برد، وی در اواخر قرن یاز دهم هجری قمری فوت کرد و در ضلع جنوبی روستا در پایه کوه مدفون است. در چند سال أخیر دولت مدرسه أی در روستا به یادگار وی نامگذاری کرده‌است.

## جمعیت
جمعیت روستای کُمزار ۲۶۸ نفر (۷۵ خانوار) است که از اهل سنت و مالکی مذهب هستند.
بیشتر مردم این روستا از قبیله شُحُوح هستند که مفرد آن شِحِی می‌گویند. قبایل شحوح عادات غریبی در مراسم عروسی ومناسبات دارند به‌طوری‌که در هنگام جشن عروسی با صدای نغمه طبل و رقص، شمشیر به هوا پرتاب می‌کنند و درهنگام بازگشت شمشیر به زمین آن را در هوا بادست دوباره بازمی‌یابند چونکه در این عملیات شمشیر نبایستی به زمین بیفتد. زبان این قوم عربی است ولی احیاناً کلماتی در زبان می‌آورند که برای غیر ساکنان این منطقه نامفهوم است. بعد از رقص وشمشیر بازی با نغمه طبل، بساط شام که عبارت از پلو وبره بریان است برپا می‌کنند وشام را صرف می‌نمایند. پس ازصرف شام رئیس آن گروه که در رقص وشمشیر بازی شرکت داشتند سر بره بریان‌شده را از روی سینی برمی‌دارد و آن را می‌تکاند و با ایجاد صدایی مانند صدای شغال (هُو هُو، هُو هُو) به صدا زدن آغاز می‌نماید، در پی این صدا بقیه افراد مجموعه نیز باهم صدای (هُو هُو) شروع می‌کنند، تقریباً در حدود ۲۰ تا ۳۰ دقیقه این مراسم ادامه دارد، سپس این مراسم رقص و شمشیر بازی پایان می‌یابد.

## ساکنان کُمزار
ساکنان این روستاها کمزاری هستند.
باقی ماندهٔ اشغالگران انگلیس، همان‌طور که معلوم این مناطق سالهای مدیدی تحت نفوذ انگلستان و پرتغال بوده‌است، و در نتیجهٔ آمیختگی بین افراد قشون انگلیسی‌ها و پرتغال‌ها و ساکنان اصلی تعدادی از تبار پرتغالی و انگلیسی در منطقه باقی مانده‌است که به زبان مادری شان تکلم می‌کنند.

## زبان
مردم این روستا به زبان کمزاری سخن میگویند.

## دین
دین مردم روستای کمزار و کمزاری‌ها در عمان، اسلام است.

## فهرست منابع و مآخذ
- سلطنة عمان، مسقط: وزارة الاعلام، ۱۹۹۲ میلادی تاریخ وارد شده در |سال= را بررسی کنید (کمک)
- السلطان:قابوس، البوسعید،  موسوعة  دلیل الأعلام: مسقط، چاپ اول، سال ۱۹۹۸ میلادی. (به عربی).
- الحموی، یاقوت، ابوعبدالله، (معجم البلدان) ، دارالکتب العلمیة، بیروت، لبنان، جلد چهارم، چاپ سال ۱۹۹۰ مبلادی به (عربی).
- عمان فی عام ۱۹۸۶ (عام الحصاد والتراث) إصدار وزارة الإعللام، دارالعرب للطباعة والنشر والتوزیع، ۱۹۸۶ میلادی.
- لفتنانت کولونیل، سیر آرنولد ویلسون،  «(تاریخ عمان والخلیج)»  ، انتشار سال ۱۹۸۸ میلادی.